# Вандерлиде, Арнольд
Арнольд Петрус Мария Вандерлиде (нидерл. Arnold Petrus Maria Vanderlyde; род. 24 января 1963, Ситтард, Лимбург, Нидерланды) — нидерландский боксёр-любитель, многократный чемпион Европы по боксу среди любителей, призёр Олимпийских игр и чемпионатов мира, спортсмен 1991 года в Нидерландах.